# Patagonotothen cornucola
Patagonotothen cornucola és una espècie de peix pertanyent a la família dels nototènids.

## Descripció
- Pot arribar a fer 11 cm de llargària màxima.
- És de color marró fosc amb algunes taques i ratlles.
- Superfície superior del cap sense escates.
- 27-31 radis tous a l'aleta anal.
- Línia lateral superior amb 33-42 escates tubulars i la mitjana amb 2-23.
- Àrea dorsal del cap sense crestes prominents.
- Les aletes pectorals són igual de llargues (o una mica més) que les pelvianes.[6][7]

## Reproducció
Té dos períodes de màxima activitat reproductora durant l'any, es reprodueix a la zona de marees i els adults tenen cura dels nius per assegurar la supervivència dels embrions.

## Hàbitat
És un peix d'aigua marina, demersal i de clima temperat, el qual viu sobre fons rocallosos i àrees cobertes de kelp (Macrocystis pyrifera) a la zona de marees.

## Distribució geogràfica
Es troba al Pacífic sud-oriental i l'Atlàntic sud-occidental: l'Argentina, Xile i les illes Malvines.

## Estat de conservació
Atès que viu en zones intermareals, és possible que sigui afectat per la contaminació i el desenvolupament costaner. No obstant això, hi ha poc desenvolupament costaner a la seua àrea de distribució i només existirien amenaces a un nivell molt localitzat.

## Observacions
És inofensiu per als humans.